# Délai d'inflammation
Le délai d'inflammation, dans le domaine de l'astronautique, est le temps qui s'écoule entre l'apparition d'ergols dans la chambre de combustion et leur inflammation. 
Ce temps est déterminé dans la pratique par une mesure photométrique.
Il convient de ne pas confondre délai d'allumage et délai d'inflammation.
Le terme correspondant en anglais est ignition delay.

## Référence
Droit français : arrêté du 20 février 1995 relatif à la terminologie des sciences et techniques spatiales.